# Santa Luzia do Paruá
Santa Luzia do Paruá – miasto i gmina w Brazylii, w Regionie Północno-Wschodnim, w stanie Maranhão.  
Ma powierzchnię 897,14 km². Według danych ze spisu ludności w 2010 roku gmina liczyła 22 644 mieszkańców, a gęstość zaludnienia wynosiła 25,24 osób/km². Dane szacunkowe z 2019 roku podają liczbę 25 254 mieszkańców. 
W 2017 roku produkt krajowy brutto per capita wyniósł 8105,74 reali brazylijskich.
Gminę utworzono w 1987 roku, wcześniej tereny te administracyjnie były przynależne do gminy Turiaçu.